# Antonela Roccuzzo
Antonela Roccuzzo (* 26. Februar 1988 in Rosario, Argentinien) ist eine argentinische Social-Media-Persönlichkeit und Model. 

## Leben und Karriere
Roccuzzo wurde in Rosario, Argentinien geboren und wuchs dort auf. Sie hat italienische Vorfahren. Roccuzzo studierte Zahnmedizin an der Nationalen Universität von Rosario, später wechselte sie zu Sozialer Kommunikation, brach das Studium jedoch ebenfalls ab. Über ihren Cousin Lucas Scaglia lernte sie Lionel Messi kennen. Messi und Roccuzzo heirateten 2017 und haben drei Söhne, Thiago (* 2012), Mateo (* 2015) und Ciro Messi (* 2018).
Roccuzzo war Model für verschiedene Marken, darunter Adidas, Alo Yoga und Ricky Sarkany. Außerdem hat sie mit der englischen Modedesignerin Stella McCartney zusammengearbeitet. Sie ist Botschafterin mehrerer philanthropischer Organisationen, insbesondere des Kinderhilfswerks der Vereinten Nationen (UNICEF) und der Special Olympics. Im April 2023 unterstützte sie die UNICEF-Kampagne #GuardavidasDeLaInfancia zur Bekämpfung von Armut und Menschenrechtsverletzungen an Kindern in Argentinien.

## Filmografie (Auswahl)
- 2016: FIFA Ballon d’Or 2015 (Fernsehspecial)
- 2019: Matchday: Inside FC Barcelona (Fernsehserie, 1 Folge)
- 2019: Ballon d’Or 2019 (Fernsehspecial)
- 2021: Ballon d’Or 2021 (Fernsehspecial)
- 2022: 2022 FIFA World Cup Qatar (Miniserie, 1 Folge)
- 2023: Amistoso Argentina (Miniserie, 1 Folge)